# Умка на ёлке
«Умка на ёлке» — российский рисованный анимационный фильм 2019 года, снятый режиссёром Александром Воробьёвым на студии «Союзмультфильм». Заключительный мультфильм из трилогии мультфильмов о маме-медведице, полярном медвежонке и его друге: «Умка», «Умка ищет друга».
Снят по мотивам одноимённого рассказа писателя Юрия Яковлева (автора оригинального «Умки»), напечатанного в журнале «Мурзилка» № 12 за 1977 год. Что характерно, первая половина рассказа являлась переложением второго мультфильма.

## Сюжет
Вертолёт с Умкой на борту приземляется в большом морском порту. Осматривая место, в которое он попал, а заодно стараясь не попасться людям на глаза, Умка заходит на склад, где встречает робота-сортировщика. Тот, услышав вопрос о мальчике, немного задумывается, затем обматывает Умку лентой, вешает бирку с изображением ёлки и ставит «упакованного» медвежонка на транспортёрную ленту. Так Умка оказывается на Новогодней ёлке, где и встречает своего друга. Мальчик нарядился в костюм белого медведя. Умка, его друг и остальные дети веселятся на празднике. Позднее появляются родители мальчика, и Умка вместе с ними отправляется к маме на ледоколе, капитаном которого является папа Мальчика.

## Съёмочная группа
| Автор сценария                    | Мария Богданова |
| Режиссёр                          | Александр Воробьёв |
| Художник-постановщик              | Пётр Захаров |
| Композитор                        | Иван Урюпин |
| Звукорежиссёр                     | Павел Ивашинников |
| Саунд-дизайнер                    | Филипп Солонар |
| Художники-мультипликаторы         | Александр Воробьёв, Евгений Иванов, Андрей Парыгин, Ирина Казарян, Миртад Газазян, Анна Быкова                                                                                                   |
| Над фильмом работали студия «ЛАД» | Наталья Харыбина, Валентина Недобежкина, Наталья Троицкая, Арина Старостина, Викентий Чернов, Наталья Сигачёва, Елена Васильева, Наталья Большова, Олеся Таран, Юлия Тихомирова, Ольга Леонтьева |
| Продюсеры                         | Лика Бланк, Борис Машковцев, Юлия Осетинская |
| Креативный продюсер               | Елена Чернова |
| Исполнительные продюсеры          | Вадим Долгих, Дарья Сперанская |

## Роли озвучивали
- Лариса Брохман — Умка / Мама-медведица / Мальчик / мама Мальчика
- Андрей Тенетко — Капитан, папа Мальчика
- Мария Конева
- Марфа Иванова
- Валерия Шевченко — девочка
- Михаил Погодин
- Фёдор Парамонов

Песню «Колыбельная медведицы» исполнила Лариса Долина, композиция представлена в новой аранжировке.

## О мультфильме
В 2019 году «Союзмультфильм» объявил о перезапуске ряда советских классических мультфильмов. После выхода обновлённого «Простоквашино», неоднозначно встреченного зрителями, ожидания от выхода продолжения «Умки» были скептическими:

В случае с «Умкой» остаётся надеяться, что повзрослевший друг медвежонка не встретится с ним в зоопарке или не решит открыть бизнес. 
Мультфильм был сделан за шесть месяцев, по словам создателей, от старого мультфильма не осталось ни эскизов, ни рисунков, и были только раскадровки.
Премьерный показ третьей части мультфильма «Умка» прошёл на киностудии «Союзмультфильм» 14 декабря 2019 года. Премьера мультфильма на YouTube-канале «Союзмультфильма» состоялась 23 декабря 2019 года.
Выход мультфильма был приурочен к 50-летию создания первой части истории о белом медвежонке, по задумке авторов новая серия «Умки» — трогательная встреча с любимым медвежонком для детей, которые выросли и стали родителями, и радостное открытие для нынешних малышей:

Эта история началась 50 лет назад, в далёком 1969 году. Второй мультфильм «Умка ищет друга» вышел в 1970-м, но тогда мы увидели только, как герой улетает на поиски друга. Уверена, что многие поколения наших зрителей долго ждали этого момента, надеялись и представляли радостную встречу! И вот теперь мы наконец узнаем, удалось ли самому трогательному, искреннему и смелому полярному мишке найти своего товарища. И, конечно, в финале прозвучит песня — добрая и мелодичная, в лучших традициях отечественной мультипликации. Это будет замечательный подарок российским зрителям на Новый год.— Юлиана Слащёва, председатель правления киностудии «Союзмультфильм»
В комментариях зрителей на Youtube-канале отклики на мультфильм были достаточно противоречивыми: при положительной оценке по сравнению с продолжением «Простоквашина», благодарностей за «возвращение милого полярного мишки» и за сохранение «отблесков старой анимации», мультфильм был всё-таки назван далеко стоящим от оригинального «Умки»; отмечено, что как и во всей начатой «Простоквашиным» кампании по переосмыслению советской мультипликационной классики, «в новой картине совсем нет той советской атмосферы и душевности»:

Не все зрители остались довольны современным продолжением советского мультфильма. «В том, что вы делаете нет самого главного — души», «Видно, что старались сохранить аутентичность, но получилось не совсем. Опыт утрачен», «Жаль, но это не Умка времён СССР, а типичный почерк от новых Простоквашино…», — пишут в комментариях.
Отмечается, что перед создателями нового мультфильма стояла непростая задача — не обмануть ностальгические чувства нескольких поколений россиян, и они бережно отнеслись к художественному решению оригинала — мультфильму, который вошёл в золотой фонд советской анимации.

«Никто того Умку у нас не отнимает, Союзмультфильм попытался закончить начатую много лет назад историю и, на мой взгляд, вполне с этим справился. Концовка очень трогательная и добрая получилась, спасибо за работу».